# Tanaocheles
Tanaocheles is een geslacht van kreeftachtigen uit de klasse van de Malacostraca (hogere kreeftachtigen).

## Soorten
- Tanaocheles bidentata (Nobili, 1901)
- Tanaocheles stenochilus Kropp, 1984